# Versailles (Illinois)
Versailles és una població dels Estats Units a l'estat d'Illinois. Segons el cens del 2000 tenia 567 habitants.

## Demografia
Segons el cens del 2000, Versailles tenia 567 habitants, 241 habitatges, i 156 famílies. La densitat de població era de 238 habitants/km².
Dels 241 habitatges en un 28,6% hi vivien nens de menys de 18 anys, en un 51,9% hi vivien parelles casades, en un 11,2% dones solteres, i en un 34,9% no eren unitats familiars. En el 31,5% dels habitatges hi vivien persones soles el 15,4% de les quals corresponia a persones de 65 anys o més que vivien soles. El nombre mitjà de persones vivint en cada habitatge era de 2,35 i el nombre mitjà de persones que vivien en cada família era de 2,97.
Per edats la població es repartia de la següent manera: un 24,7% tenia menys de 18 anys, un 9,3% entre 18 i 24, un 24,5% entre 25 i 44, un 25,4% de 45 a 60 i un 16% 65 anys o més.
L'edat mediana era de 40 anys. Per cada 100 dones de 18 o més anys hi havia 91,5 homes.
La renda mediana per habitatge era de 32.813 $ i la renda mediana per família de 42.083 $. Els homes tenien una renda mediana de 31.000 $ mentre que les dones 26.250 $. La renda per capita de la població era de 14.876 $. Aproximadament el 12,2% de les famílies i el 12,5% de la població estaven per davall del llindar de pobresa.

## Poblacions més properes
El següent diagrama mostra les poblacions més properes.